# Qatar ExxonMobil Open 1996 - Qualificazioni singolare
Le qualificazioni del singolare del Qatar ExxonMobil Open 1996 sono state un torneo di tennis preliminare per accedere alla fase finale della manifestazione. I vincitori dell'ultimo turno sono entrati di diritto nel tabellone principale. In caso di ritiro di uno o più giocatori aventi diritto a questi sono subentrati i lucky loser, ossia i giocatori che hanno perso nell'ultimo turno ma che avevano una classifica più alta rispetto agli altri partecipanti che avevano comunque perso nel turno finale.
Le qualificazioni del torneo Qatar ExxonMobil Open 1996 prevedevano 32 partecipanti di cui 4 sono entrati nel tabellone principale.

## Teste di serie
1. Tim Henman (ultimo turno)
2. Sándor Noszály (ultimo turno)
3. Mikael Tillström (primo turno)
4. Andrej Ol'chovskij (Qualificato)

1. Nicolás Pereira (Qualificato)
2. Mark Knowles (primo turno)
3. Hicham Arazi (Qualificato)
4. Frédéric Vitoux (primo turno)

## Qualificati
1. Nicklas Kulti
2. Hicham Arazi

1. Nicolás Pereira
2. Andrej Ol'chovskij

## Tabellone

### Legenda
| - Q = Qualificato - WC = Wild card - LL = Lucky loser | - ALT = Alternate - SE = Special Exempt - PR = Protected Ranking | - w/o = Walkover - r = Ritirato - d = Squalificato |

### Sezione 1
|  | Primo turno   | Primo turno        | Primo turno | Primo turno | Primo turno |  |  | Secondo turno      | Secondo turno      | Secondo turno      | Secondo turno | Secondo turno |   |   | Ultimo turno | Ultimo turno | Ultimo turno | Ultimo turno | Ultimo turno |  |
|  |               |                    |             |             |             |  |  |                    |                    |                    |               |               |   |   |              |              |              |              |              |  |
|  | 1             | Tim Henman         | Tim Henman  | 6           | 7           |  |  |                    |                    |                    |               |               |   |   |              |              |              |              |              |  |
|  |               | Martijn Bok        | Martijn Bok | 3           | 5           |  |  | 1                  | Tim Henman         | Tim Henman         | 6             | 6             |   |   |              |              |              |              |              |  |
|  | Răzvan Sabău  | Răzvan Sabău       | 1           | 6           | 6           |  |  |                    | Răzvan Sabău       | Răzvan Sabău       | 4             | 3             |   |   |              |              |              |              |              |  |
|  | Markus Hipfl  | Markus Hipfl       | 6           | 4           | 2           |  |  |                    |                    |                    |               |               |   |   | 1            | Tim Henman   | 6            | 2            | 4            |  |
|  | Nicklas Kulti | Nicklas Kulti      | 3           | 6           | 7           |  |  |                    |                    |                    | Nicklas Kulti | 1             | 6 | 6 |              |              |              |              |              |  |
|  | Chris Haggard | Chris Haggard      | 6           | 3           | 6           |  |  | Nicklas Kulti      | Nicklas Kulti      | Nicklas Kulti      | 6             | 6             |   |   |              |              |              |              |              |  |
|  |               | Herbert Wiltschnig | 1           | 6           | 6           |  |  | Herbert Wiltschnig | Herbert Wiltschnig | Herbert Wiltschnig | 4             | 2             |   |   |              |              |              |              |              |  |
|  | 8             | Frédéric Vitoux    | 6           | 4           | 1           |  |  |                    |                    |                    |               |               |   |   |              |              |              |              |              |  |

### Sezione 2
|  | Primo turno     | Primo turno               | Primo turno               | Primo turno | Primo turno |  |  | Secondo turno | Secondo turno  | Secondo turno  | Secondo turno | Secondo turno |   |   | Ultimo turno | Ultimo turno   | Ultimo turno | Ultimo turno | Ultimo turno |  |
|  |                 |                           |                           |             |             |  |  |               |                |                |               |               |   |   |              |                |              |              |              |  |
|  | 2               | Sándor Noszály            | Sándor Noszály            | 7           | 6           |  |  |               |                |                |               |               |   |   |              |                |              |              |              |  |
|  |                 | Óscar Ortiz               | Óscar Ortiz               | 6           | 0           |  |  | 2             | Sándor Noszály | Sándor Noszály | 7             | 6             |   |   |              |                |              |              |              |  |
|  | Joost Winnink   | Joost Winnink             | Joost Winnink             | 6           | 6           |  |  |               | Joost Winnink  | Joost Winnink  | 6             | 3             |   |   |              |                |              |              |              |  |
|  | Kenny Thorne    | Kenny Thorne              | Kenny Thorne              | 3           | 3           |  |  |               |                |                |               |               |   |   | 2            | Sándor Noszály | 7            | 6            | 0            |  |
|  | Louis Gloria    | Louis Gloria              | Louis Gloria              | 6           | 7           |  |  |               |                | 7              | Hicham Arazi  | 5             | 7 | 6 |              |                |              |              |              |  |
|  | Carsten Arriens | Carsten Arriens           | Carsten Arriens           | 2           | 5           |  |  |               | Louis Gloria   | Louis Gloria   | 2             | 4             |   |   |              |                |              |              |              |  |
|  | 7               | Hicham Arazi              | Hicham Arazi              | 6           | 6           |  |  | 7             | Hicham Arazi   | Hicham Arazi   | 6             | 6             |   |   |              |                |              |              |              |  |
|  |                 | Nasser-Ghanim Al Khulaifi | Nasser-Ghanim Al Khulaifi | 1           | 0           |  |  |               |                |                |               |               |   |   |              |                |              |              |              |  |

### Sezione 3
|  | Primo turno     | Primo turno      | Primo turno      | Primo turno | Primo turno |  |  | Secondo turno | Secondo turno   | Secondo turno   | Secondo turno   | Secondo turno |   |   | Ultimo turno | Ultimo turno  | Ultimo turno | Ultimo turno | Ultimo turno |  |
|  |                 |                  |                  |             |             |  |  |               |                 |                 |                 |               |   |   |              |               |              |              |              |  |
|  |                 | Daniel Nestor    | Daniel Nestor    | 7           | 6           |  |  |               |                 |                 |                 |               |   |   |              |               |              |              |              |  |
|  | 3               | Mikael Tillström | Mikael Tillström | 6           | 3           |  |  | Daniel Nestor | Daniel Nestor   | Daniel Nestor   | 6               | 6             |   |   |              |               |              |              |              |  |
|  | Gilles Bastie   | Gilles Bastie    | Gilles Bastie    | 6           | 6           |  |  | Gilles Bastie | Gilles Bastie   | Gilles Bastie   | 2               | 3             |   |   |              |               |              |              |              |  |
|  | Rogier Wassen   | Rogier Wassen    | Rogier Wassen    | 3           | 4           |  |  |               |                 |                 |                 |               |   |   |              | Daniel Nestor | 6            | 6            | 2            |  |
|  | Clemens Trimmel | Clemens Trimmel  | 3                | 7           | 6           |  |  |               |                 | 5               | Nicolás Pereira | 4             | 7 | 6 |              |               |              |              |              |  |
|  | Grégory Carraz  | Grégory Carraz   | 6                | 5           | 1           |  |  |               | Clemens Trimmel | Clemens Trimmel | 4               | 4             |   |   |              |               |              |              |              |  |
|  | 5               | Nicolás Pereira  | Nicolás Pereira  | 6           | 6           |  |  | 5             | Nicolás Pereira | Nicolás Pereira | 6               | 6             |   |   |              |               |              |              |              |  |
|  |                 | Patrik Kühnen    | Patrik Kühnen    | 2           | 1           |  |  |               |                 |                 |                 |               |   |   |              |               |              |              |              |  |

### Sezione 4
|  | Primo turno            | Primo turno            | Primo turno            | Primo turno | Primo turno |  |  | Secondo turno     | Secondo turno          | Secondo turno | Secondo turno     | Secondo turno |   |   | Ultimo turno | Ultimo turno       | Ultimo turno | Ultimo turno | Ultimo turno |  |
|  |                        |                        |                        |             |             |  |  |                   |                        |               |                   |               |   |   |              |                    |              |              |              |  |
|  | 4                      | Andrej Ol'chovskij     | Andrej Ol'chovskij     | 7           | 6           |  |  |                   |                        |               |                   |               |   |   |              |                    |              |              |              |  |
|  |                        | Lars Rehmann           | Lars Rehmann           | 5           | 4           |  |  | 4                 | Andrej Ol'chovskij     | 2             | 6                 | 6             |   |   |              |                    |              |              |              |  |
|  | Jean-Philippe Fleurian | Jean-Philippe Fleurian | Jean-Philippe Fleurian | 6           | 6           |  |  |                   | Jean-Philippe Fleurian | 6             | 3                 | 1             |   |   |              |                    |              |              |              |  |
|  | Jovan Savic            | Jovan Savic            | Jovan Savic            | 4           | 3           |  |  |                   |                        |               |                   |               |   |   | 4            | Andrej Ol'chovskij | 6            | 6            | 6            |  |
|  | Francisco Montana      | Francisco Montana      | Francisco Montana      | 6           | 6           |  |  |                   |                        |               | Francisco Montana | 4             | 7 | 2 |              |                    |              |              |              |  |
|  | Nicolas Escudé         | Nicolas Escudé         | Nicolas Escudé         | 4           | 0           |  |  | Francisco Montana | Francisco Montana      | 6             | 5                 | 7             |   |   |              |                    |              |              |              |  |
|  |                        | Maxime Huard           | Maxime Huard           | 6           | 6           |  |  | Maxime Huard      | Maxime Huard           | 2             | 7                 | 6             |   |   |              |                    |              |              |              |  |
|  | 6                      | Mark Knowles           | Mark Knowles           | 2           | 1           |  |  |                   |                        |               |                   |               |   |   |              |                    |              |              |              |  |